# 國立臺灣大學體育館
25°1′10.71″N 121°32′9.58″E / 25.0196417°N 121.5359944°E
國立臺灣大學體育館是棟建於1962年、佔地面積4511.30平方公尺的台大老式建築物。由於體育館歷史悠久以及後來的綜合體育館落成之後，而被學生俗稱為舊體。

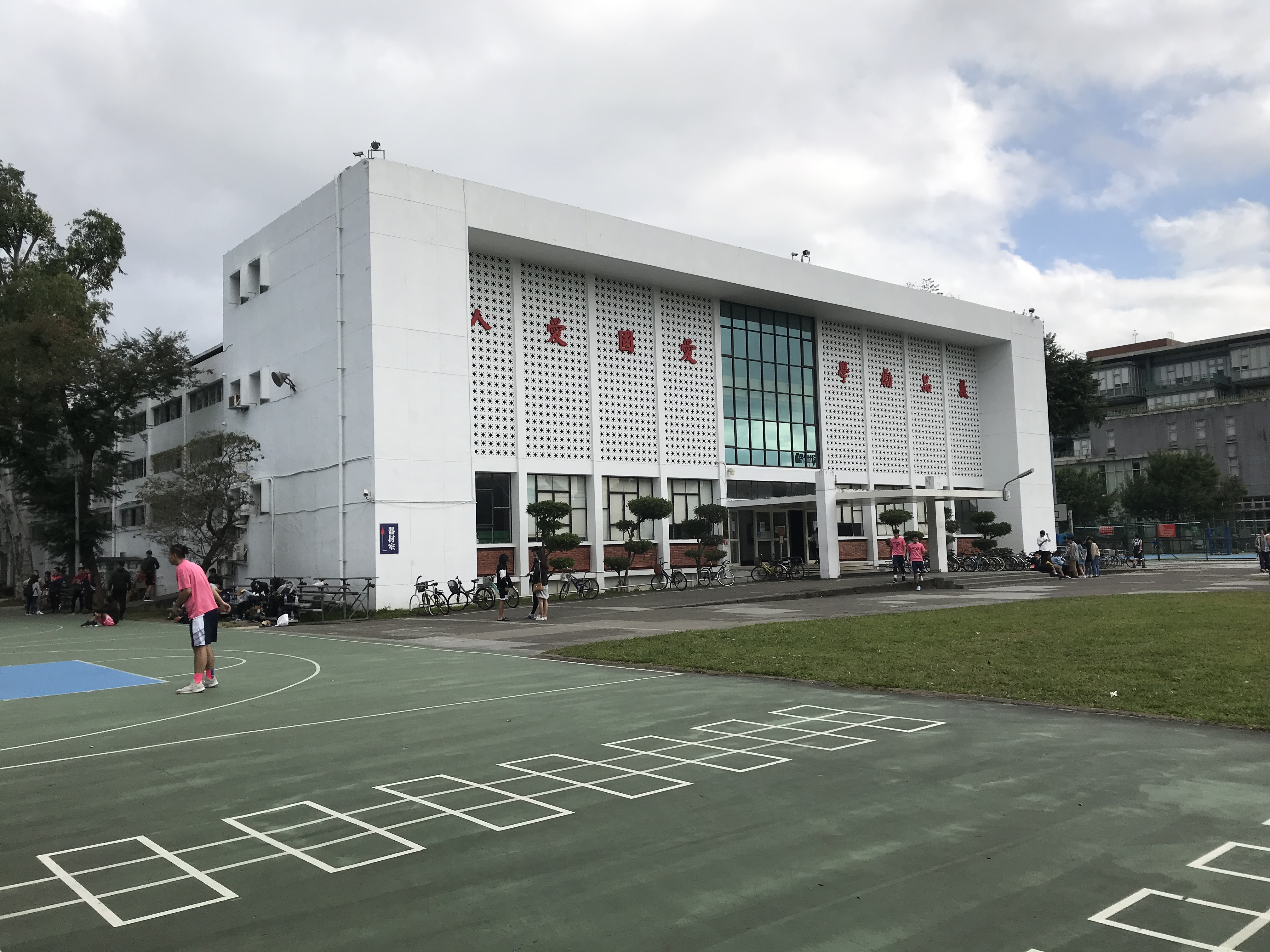
舊體

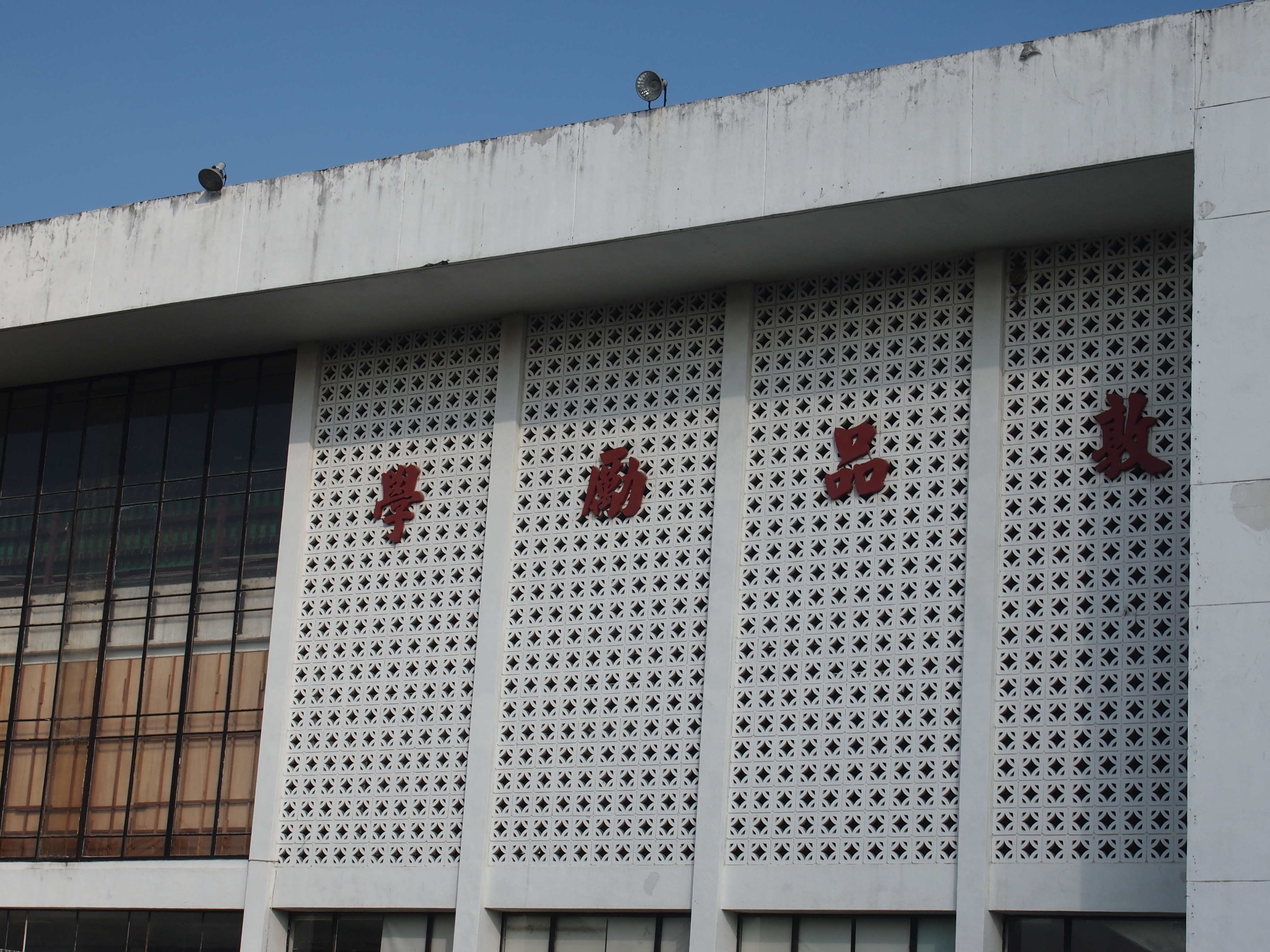
舊體壁上的校訓

舊體位於台大垂葉榕道及操場右側的舊式建築物，門牌編碼是N14。1962年落成，由建築師楊卓成設計，具有現代建築風格。

## 組織
- 主任室

### 內部單位
- 體育教學組
- 體育活動組
- 場地設備組
- 法醫校區體育組

## 建築

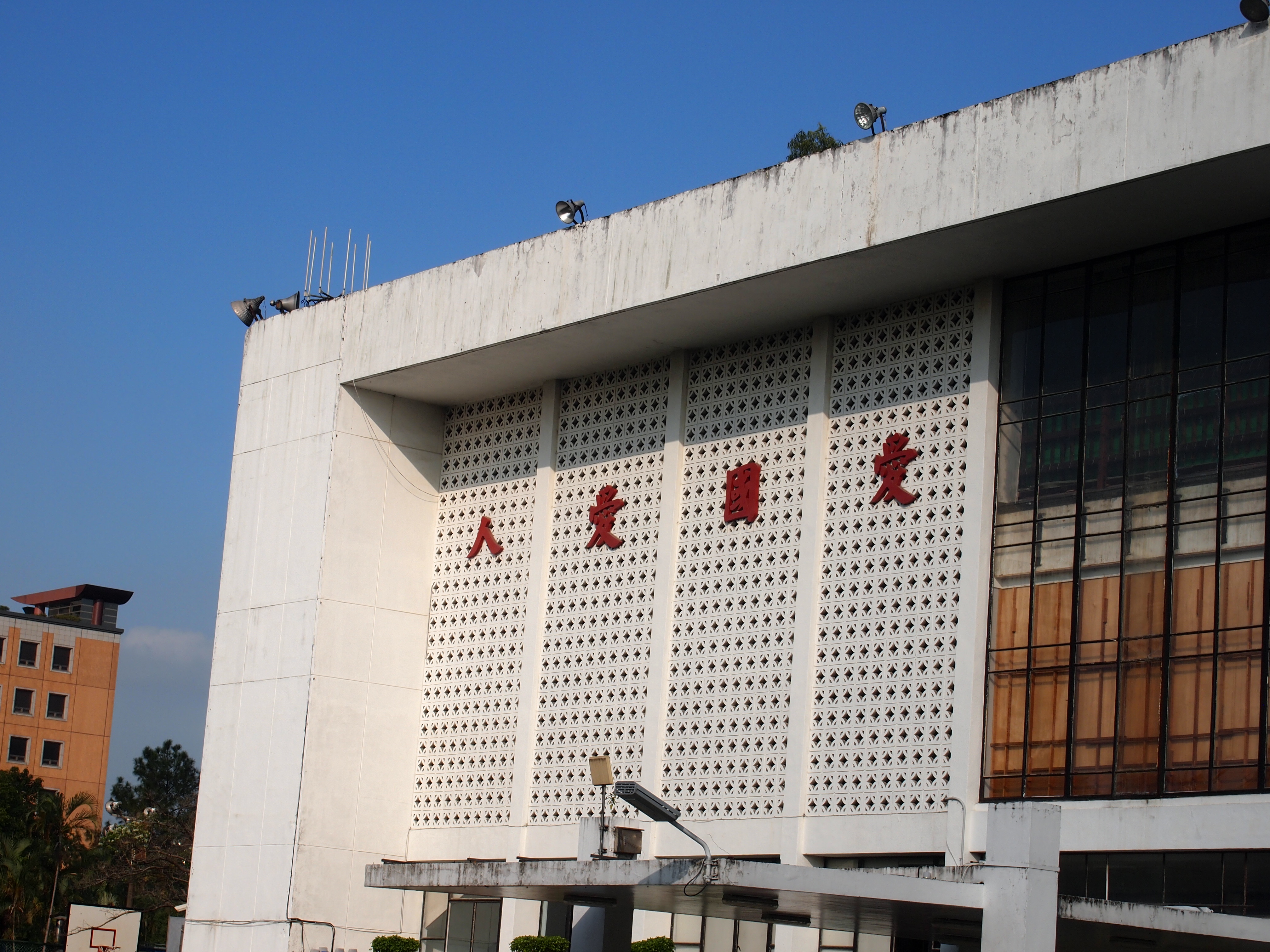
舊體壁上的校訓2

舊體共有三個樓層，其一樓最前方除了舞台外，其餘空間是綜合功能的球場，主要提供羽球、籃球、排球、手球等項目進行。二樓則有舞蹈教室、桌球室；三樓有柔道室、桌球室、重量訓練室、器材室等。一樓球場兩旁還有折疊式觀眾席，加上二樓的座位，估計可容納近千位觀眾。

舊體周邊是完善的運動場地，其中包括後邊的攀岩場、左右側的籃球場、排球場、網球場以及戶外游泳池。該游泳池是水深130-160公分的標準室外游泳池，其開放時間為冬夏兩季。
舊體是棟方方正正、白色的的體育館，其正門上方是由無數個圓洞排列而成。在這些圓洞排列而成的牆上，掛著台大八字校訓「敦品勵學，愛國愛人」。

## 外部連結
- 國立臺灣大學體育室 （页面存档备份，存于）